# Kloster Bürgel

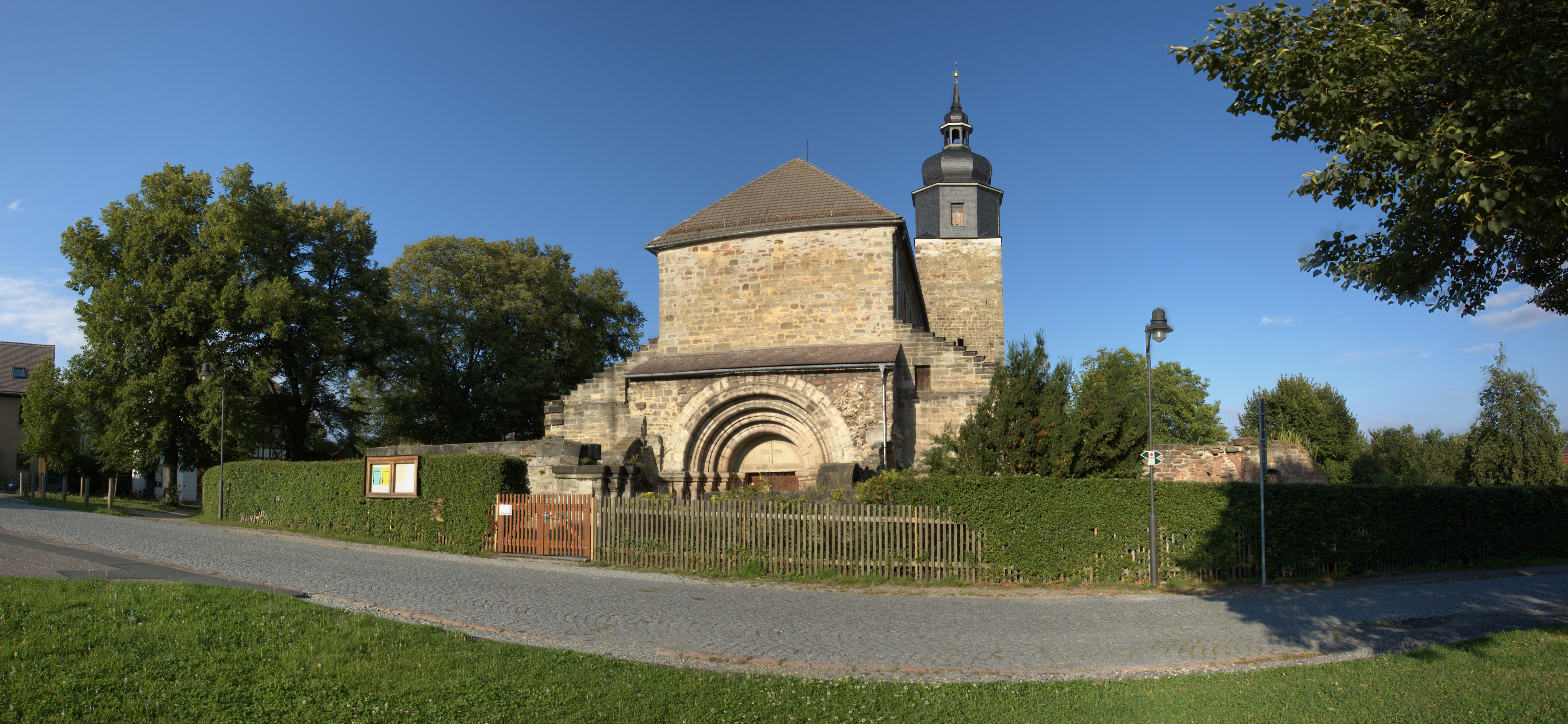
Kloster Thalbürgel

Das Kloster Bürgel ist eine ehemalige Benediktinerabtei im Ortsteil Thalbürgel der Stadt Bürgel (Thüringen) im Saale-Holzland-Kreis in Thüringen. Die noch heute erhaltene romanische Kirche St. Maria und St. Georg (häufig als Klosterkirche Thalbürgel bezeichnet) ist eines der bedeutendsten sakralen Baudenkmäler Thüringens und enthält die Überreste des einzigen benediktinischen Staffelchors in Deutschland. Zum Kloster führt der Kirchenradweg Jena – Thalbürgel.

## Lage und heutige Nutzung

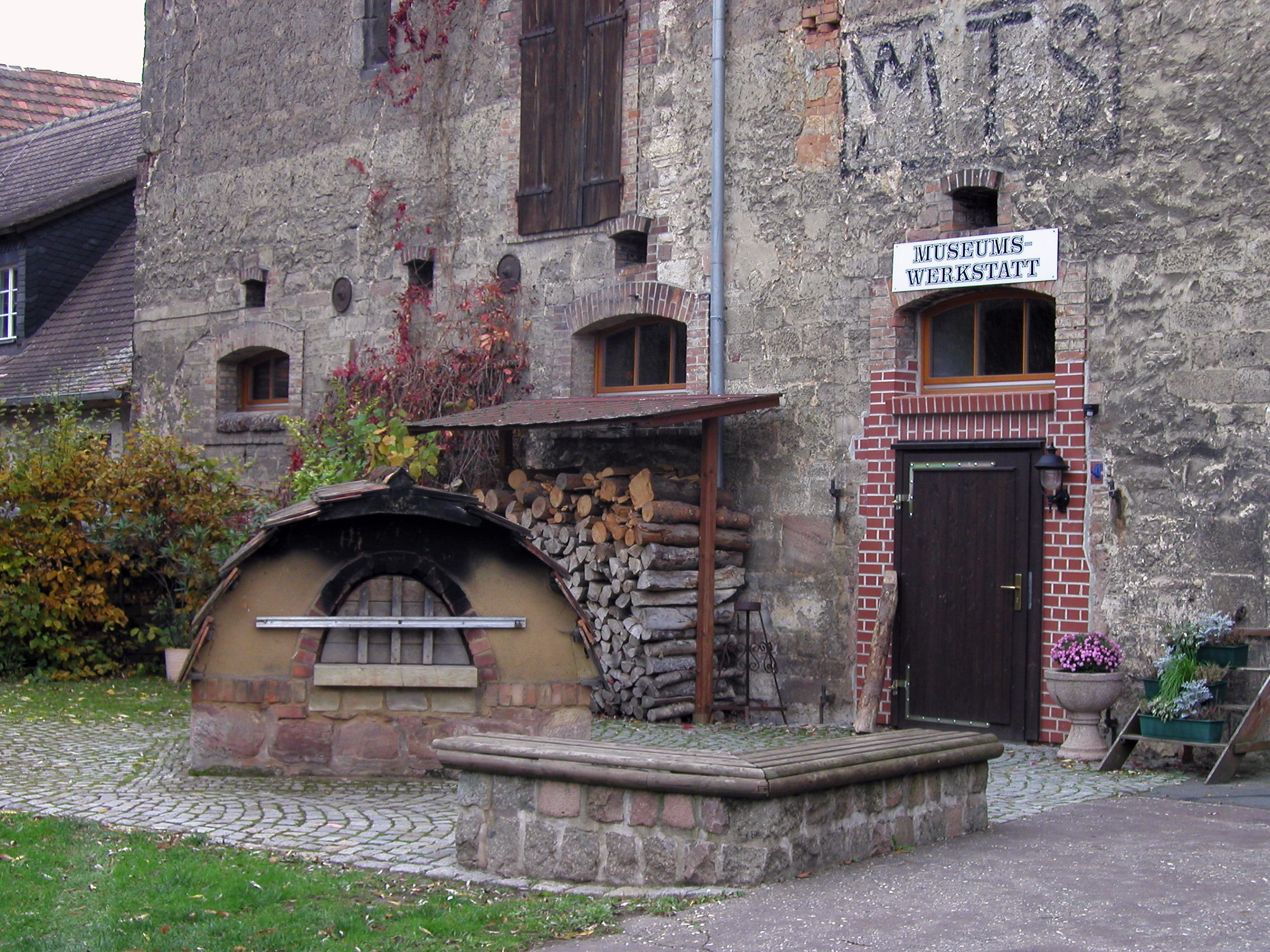
Der ehemalige Zinsspeicher

Die Überreste des Klosters Bürgel liegen inmitten mehrerer Weiher im heutigen Dorf Thalbürgel ca. 13 km östlich von Jena auf einer Anhöhe über der Gleise gegenüber dem Georgenberg.
Erhalten und restauriert sind der ehemalige Zinsspeicher und die romanische Abteikirche. Die gesamte ursprüngliche Ausdehnung der Anlage lässt sich noch heute anhand der Ställe und Scheunen der Umgebung (den früheren Wirtschaftsgebäuden des Klosters) vorstellen. Im Zinsspeicher befindet sich heute ein Museum.
Die Kirche bietet seit ihrer umfangreichen erneuten Instandsetzung in den Jahren 1964 bis 1972 nicht nur den Gottesdiensten der evangelischen Kirchengemeinde Raum, sie erhielt auch Aufmerksamkeit wieder auf eins der schönsten romanischen Bauwerke Thüringens und ist auch Ort wechselnder Kunstausstellungen und mit ihrer hervorragenden Akustik Konzertsaal für den Thalbürgeler Konzertsommer.

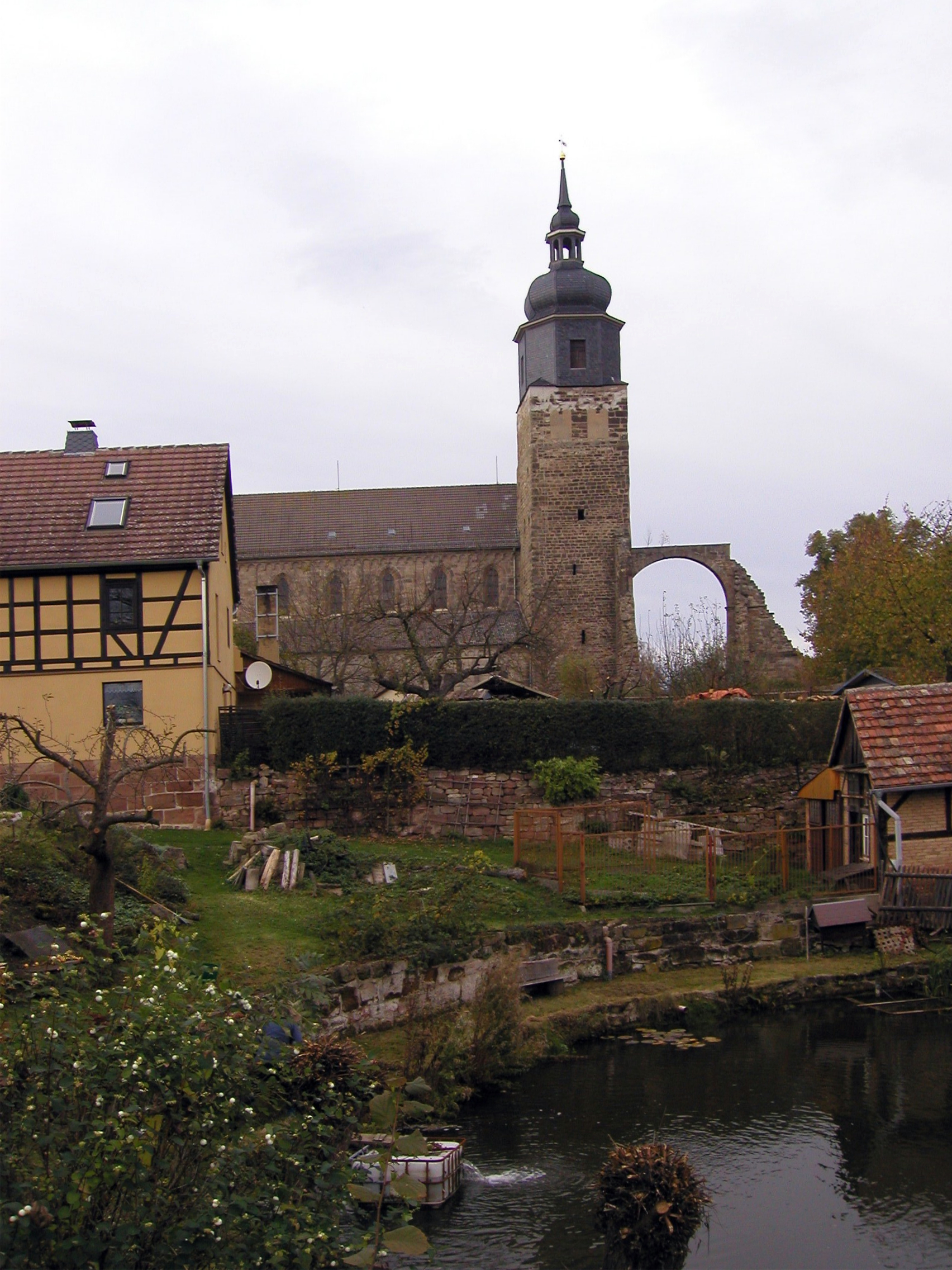
Blick über einen der Dorfteiche zur Kirche mit den Resten des Vierungsbogens

## Geschichte

### Gründung
Bereits im frühen Mittelalter gab es auf dem Georgenberg an der Kreuzung zweier Fernhandelsstraßen und deren Furt über die Gleise eine Befestigung, die vermutlich dem Heiligen Georg geweiht war. Aus deren Namen Burgelin entwickelte sich ab Mitte des 16. Jahrhunderts der heutige Ortsname.
Am 13. Februar 1133 wurde dem Lausitzer Markgrafen Heinrich von Groitzsch und dessen Gemahlin Bertha von Bischof Udo I. von Thüringen, der in seiner Amtszeit 58 Klostergründungen weltlicher Herren begünstigte, gestattet, auf dem Burgeliner Erbhof eine congregatio monachorum (Mönchsgemeinschaft) einzurichten. Nach Wolfgang Hartmann war Bertha eine Tochter des Dietmar, Graf von Selbold-Gelnhausen, aus dem Adelsgeschlecht der Reginbodonen. () Sie war mit Paulina, der Matronin des Klosters Paulinzella verwandt. Paulina war es 1114 in der Folge der Cluniazensischen Reformbewegung gelungen, dieses päpstliche Eigenkloster mit juristischer Eigenständigkeit des Konvents unter direktem kaiserlichen Schutz zu errichten. Die Stiftungsurkunde von Paulinzella wurde nahezu wörtlich für die neue Gemeinschaft übernommen und am 15. Mai 1136 von Kaiser Lothar III. unterzeichnet. So wurde die Basilika und das Kloster Bürgel auch von Mönchen aus Paulinzella und Hirsau errichtet. Die Ranggleichheit mit Paulinzella war den Mönchen von Bürgel noch lange Zeit von großer Wichtigkeit.
10 Jahre nach der Stiftung des Klosters Bürgel wurde 1143 nördlich von Glauchau ein Tochterkloster gegründet. Es sollte den Brüdern des Klosters Bürgel dienen. Eine Schenkung von 100 Königshufen Land rechts und links der Zwickauer Mulde sollte der wirtschaftlichen Festigung dienen. Auf Grund der recht großen Entfernung von Bürgel wurde noch ein Benediktinerinnenkloster gegründet, das ab 1216 den Namen Remse getragen hat. Eine Gründungsurkunde liegt aber nicht vor. Sicher ist, dass das Kloster Remse auf Bürgler Grundbesitz errichtet wurde und immer ein Tochterkloster von Bürgel war. Es hatte keine rechtliche Selbstständigkeit, aber eine wirtschaftliche. Der Propst von Remse wurde immer vom Bürgeler Abt eingesetzt. Wirtschaftlich war das Kloster schwach. Noch 1510 erfolgte der Anschluss der Abtei an die Bursfelder Kongregation, bevor 1525 der letzte Benediktinerabt von Bürgel sein Kloster infolge des Bauernkrieges verließ und nach Remse ging, um von da unterstützt zu werden. 1533 wurde dann auch das Kloster Remse aufgelöst. Das Klostergut übernahm die Herrschaft Schönburg und die Abteikirche verfiel. Heute kann man die Klosteranlage nur noch ahnen.
Mittelalterliche Klöster setzten sich von Anfang an für die landwirtschaftliche Entwicklung ihres Umlandes mit ein. Das Bürgeler Kloster besaß zu Beginn nicht viel landwirtschaftlichen Grundbesitz. Es wurde aber im Laufe zweier Jahrhunderte zu einem wichtigen Wirtschaftsfaktor der feudalen Gesellschaft zwischen Saale und Elster. Es vermehrte seinen Grundbesitz geschickt. Sogar ganze Dörfer wurden Eigentum. Dazu gehörten u. a.: Remderoda (1308), Wallichen bei Erfurt (1318), Bobeck (1325), Münchenroda (1330), Altlöbnitz (1352), Stiebritz (1358), Ziegenhain (1435), Gerega (1451). In weiteren 20 Dörfern wurden Hofstätten und/oder große Flurstücke gekauft, darunter waren die acht Dörfer der nordöstlich von Bürgel gelegenen Abtei. Auch in Erfurt erwarb man Grundbesitz. Weinberge im Saale- und Gleistal nannte das Kloster sein Eigen. An dieser Entwicklung hatten die Äbte großen Anteil. Besonders hervorgehoben werden: Johannes von Kothewitz (1355–1368), Heinrich von Kaufungen (1408–1433) und Eberhardt Wölfer (1434–1469). Unter diesen Dörfern waren acht mit Slawen besiedelt.

### Die Ostpartie (1142–1150)

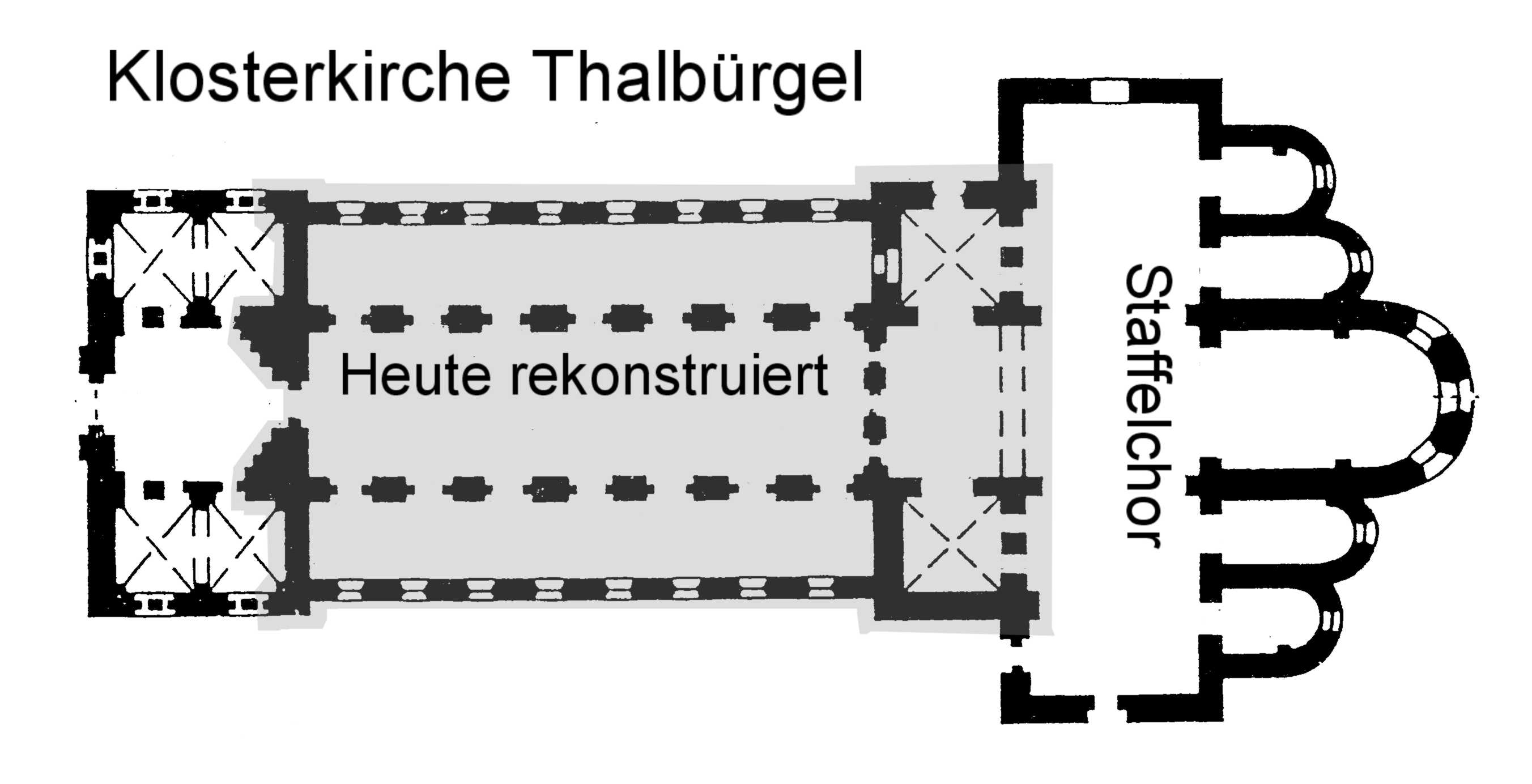
Plan der Klosterkirche

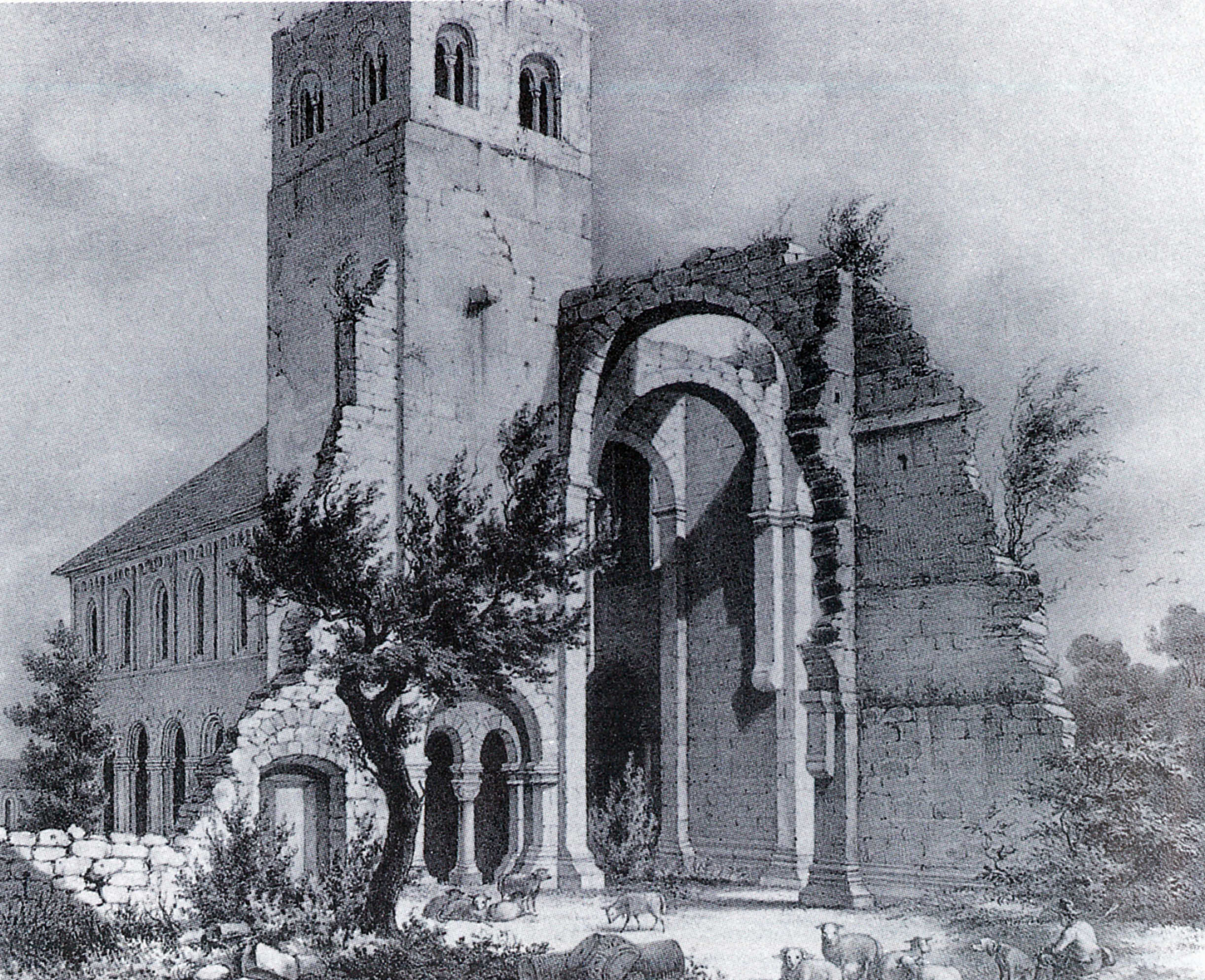
Stich der Ostpartie von Ludwig Puttrich, 1847

Jenseits des Querhauses erweiterten fünf Kapellen von ansteigender Größe die kreuzförmige Thalbürgeler Basilika zu einem Staffelchor. Die fünf Kapellen des Staffelchores (eigentlich sollte von einem Gestaffelten Sanktuarium gesprochen werden) dienten der Feier der Heiligen Messe. Da am selben Altar täglich nur eine Messe gelesen werden durfte, boten die akustisch relativ isolierten Räume fünf Priestermönchen Gelegenheit zur gleichzeitigen Privatmesse, die im 12. Jahrhundert eine große Bedeutung erlangt hatte. Dies zeigt auch, dass in Bürgel zahlenmäßig sehr viele Priestermönche im Verhältnis zu den Laienbrüdern gelebt haben müssen.
Staffelsanktuarien des Thalbürgeler Typs finden sich zur Zeit seiner Erbauung nur in den mitteldeutschen Zisterzienserkirchen wie in Schulpforta oder Georgenthal. Vorbild war in erster Linie Cluny, doch direkte Inspirationsquelle des Baumeisters von Thalbürgel war die Anlage von Paulinzella. Heute sind nur noch die Fundamente sichtbar.
Das Langhaus mit seinen gegliederten Pfeilern und Bögen, seiner flachen Decke und den Resten eines Lettners ist 30 m lang und die relativ großen Fenster in den Obergaden geben dem Raum eine festliche Würde und Strenge. Diese Mönchskirche sollte das Neue Jerusalem symbolisieren.

### Die Westpartie und die Türme (1150–1180)

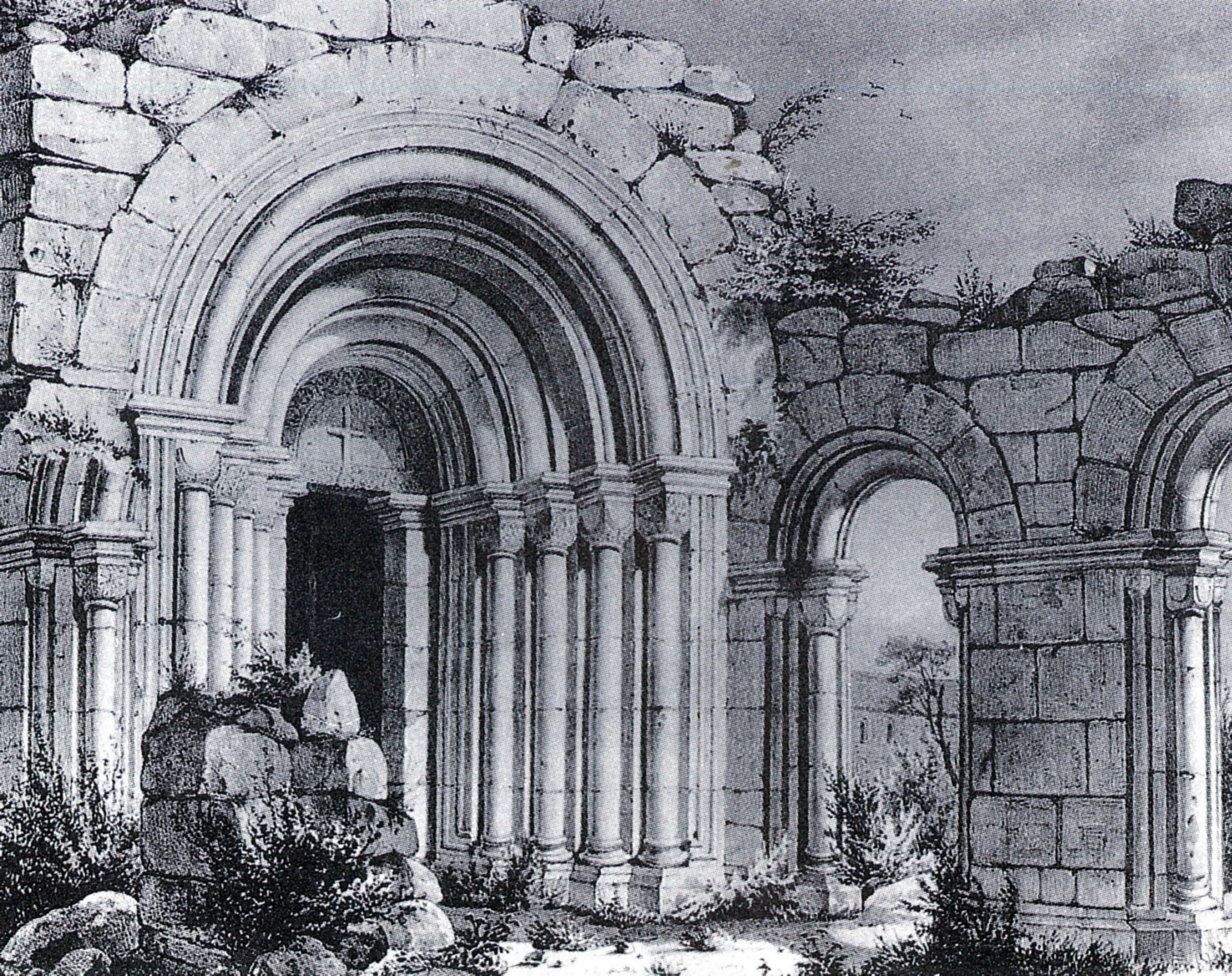
Stich des Westportals von Ludwig Puttrich, 1847

Nachdem Markgraf Heinrich am 31. Dezember 1135 gestorben war, sicherte Bertha (auch Berchta genannt) in Form von Erbgütern die materielle Existenz für „sieben Closter-Jungfern“ und noch 1322 ist nachgewiesen, dass die Vögte von Gera Erbzinsen an die „vrouwen von Burgelin“ überwiesen haben. Bertha wollte wohl als eine Art Stiftsdame hier ihren Lebensabend verbringen. Als Unterhaltssicherung für die Damen zählte der Bau von Wohnunterkünften und auch ein spezieller Gottesdienstraum wurde geschaffen. Zum thalbürgeler Gründungsbau gehörte deshalb eine westliche Vorkirche mit Nonnenchor, von der noch Überreste erhalten sind. Bertha liegt nach der Lausnitzer Klosterchronik im Bereich der Ostpartie begraben.
Das große Westportal am östlichen Ende des Mittelschiffs der Vorkirche hat großen Anteil am Ruhm der Thalbürgeler Klosterkirche. Zweifellos sollte beim Bau des Portals mit seinen unterschiedlich geformten vier Bögen ein Bild des Himmels und des Kosmos dargestellt werden. Auch hier diente dem Meister von Bürgel Paulinzella mit seinem 1124 entstandenen Portal als architektonisches Vorbild. Insgesamt nur leicht verändert blieben mit 4 m Tiefe und 9 m Höhe die Grundmaße erhalten.
Hier scheint zum ersten Mal in einer Klosterkirche eine Gelegenheit zur Taufe integriert worden zu sein. Das sich jetzt im Langhaus befindende Taufbecken stand vermutlich ursprünglich im Bereich der Vorkirche und diente der Sorbenmission.
Westbau und Vorkirche entstanden spätestens um 1160. Mit der Fertigstellung der beiden Osttürme im Jahre 1174 fand der Kirchenbau seinen Abschluss, und endgültig fertiggestellt war das Langhaus spätestens 1180.

### Bis zur Reformation

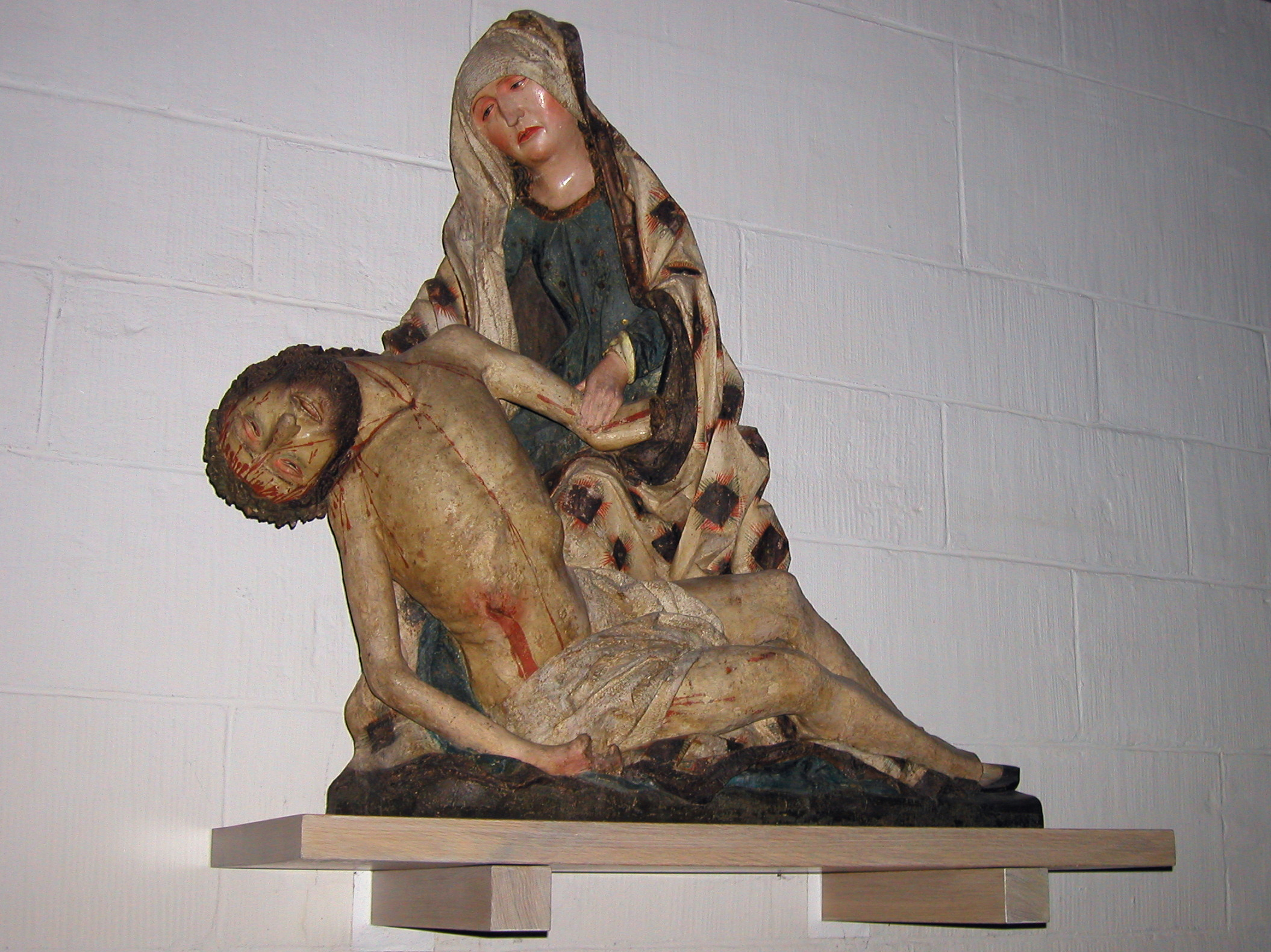
Pietà in der Klosterkirche

Während des Spätmittelalters markierte die mächtige Doppelturmfront der Klosterkirche (nur der Südturm blieb erhalten) als landschaftsbeherrschendes Zeichen die Stellung des Konvents und zeigte, wer in diesem Territorium die Macht verkörperte. Der Rat der Stadt Bürgel hatte dem Abt des Klosters den Huldigungseid zu leisten. Die weltlichen Angelegenheiten der Bürgeler wurden im Kreuzgang geregelt, er war gewissermaßen der Regierungssitz oder die „Königshalle“ des Klosters. Das Kloster besaß zu dieser Zeit eigene Schneider und Jäger, einen Küchenmeister, einen Sangmeister, einen Siechhausmeister und eine Kelterei von erheblicher Kapazität. Aus der Spätzeit des Klosters ist ein Kruzifix aus der Nachfolge von Tilman Riemenschneider erhalten, das in den 1980er Jahren restauriert wurde. Ebenfalls in der originalen Fassung erhalten ist eine Pietà, die vermutlich um 1480 in einer Erfurter Schnitzerwerkstatt geschaffen wurde. Infolge der Reformation in Thüringen wurde das Kloster 1526 aufgelöst und somit dem Verfall preisgegeben. Der klösterliche Besitz wurde vom Kurfürst übernommen und er richtete ein Kammergut ein. Die Rechte gingen an das nunmehrige Amt Bürgel mit Sitz im Kloster. Zum Amt gehörten: Stadt Bürgel mit den Orten Gniebsdorf, Nausnitz, Taupadel, Kleinlöbichau, Gerega, Waldeck, Bobeck, Beulbar, Ilmsdorf, Hetzdorf und Wogau. Der neue Amtssitz war Voraussetzung zur Bildung des Ortes Thalbürgel. Die ehemalige Wasserburg Kalthausen ist nur noch ein Burghügel mit einem kreisförmigen Wassergraben umgeben, denn sie wurde nach Gründung des Klosters zum Wirtschaftshof und Vorwerk umfunktioniert, Nach der Reformation wurde der Freihof Gniebsdorf zum Wirtschaftshof des Kammergutes Thalbürgel und das Vorwerk Kalthausen verfiel.

### Von der Reformation bis heute

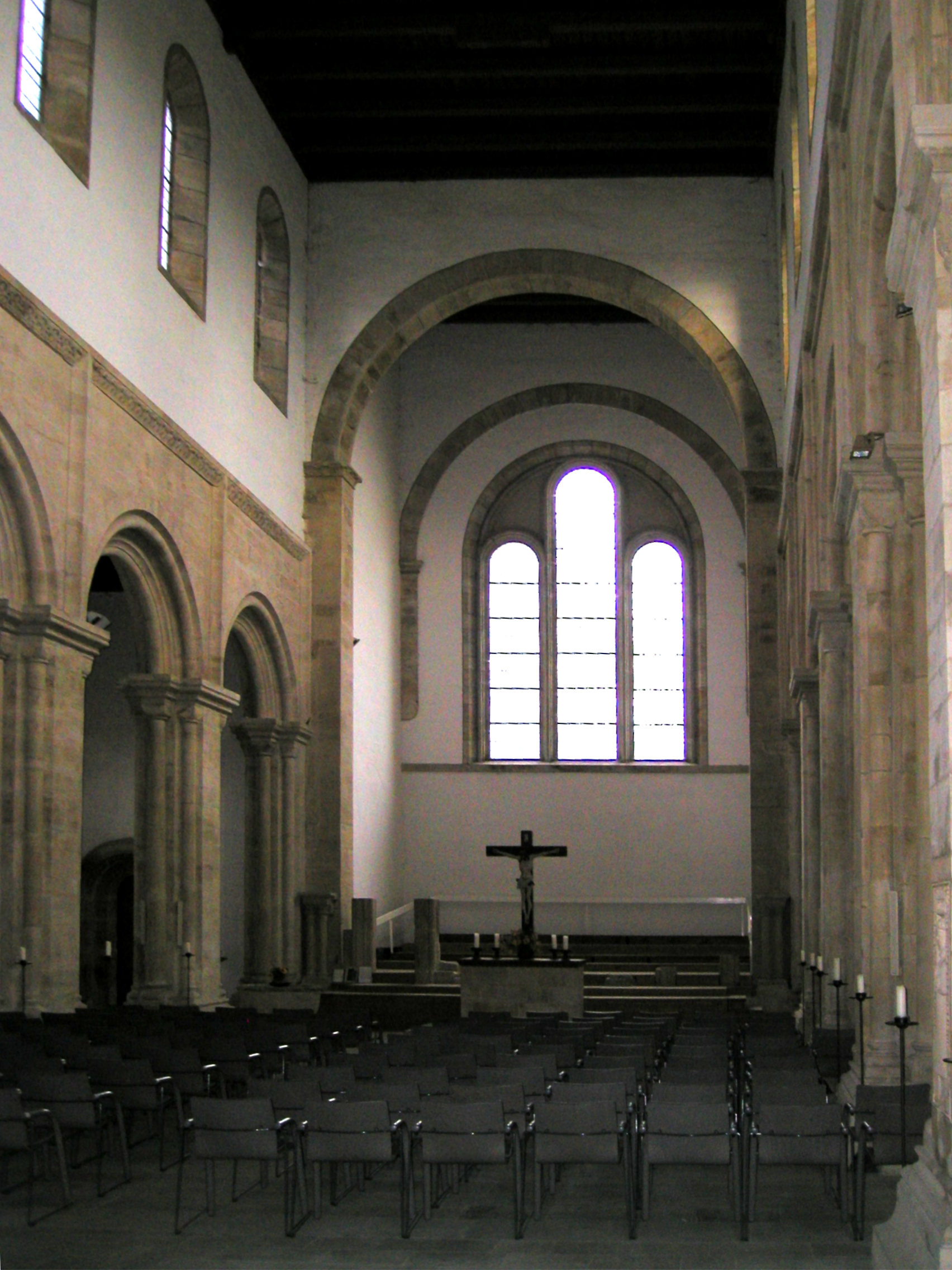
Die Klosterkirche innen

Die aus großen Sandsteinquadern gefügten Mauern des Klosters dienten als willkommener Steinbruch für die Neubauten im Dorf Thalbürgel und Umgebung. Erst als Philipp Melanchthon auf seinen Visitationen auch in thüringische Lande kam, machte dieser seinen Einfluss geltend, um die Reste der Klosterkirche wieder für die dörfliche Gemeinde als evangelisches Gotteshaus nutzbar zu machen und damit zu erhalten. Nach dem Abriss der Seitenschiffe wurden 1562 die Langhausarkaden zugemauert und Emporen in das zum Saal gewordene Mittelschiff eingebaut. 1817 wurden die beiden letzten Säulen des Westportals für die Ausstattung des Weimarer Schlossparks abgetragen.
Johann Wolfgang von Goethe erkannte schließlich die Bedeutung der Klosterkirche und der angrenzenden Anlagen und veranlasste ihre Sicherung und teilweise Rekonstruktion. Die ersten Restaurierungsarbeiten begannen in den 1840er Jahren. Texte und Bilder von Ludwig Puttrich förderten die Umwertung des Kirchenbaues von Thalbürgel – neben der Wartburg bei Eisenach und der Klosterruine von Paulinzella – zu einem vaterländischen Denkmal. Ihre Wiederherstellung ist eine bedeutende Leistung der frühen deutschen Denkmalpflege. Dabei wurden das nördliche und das südliche Seitenschiff wieder aufgebaut, die später eingebauten Zwischendecken im Mittelschiff wieder entfernt und die vermauerten Arkaden des Mittelschiffs wieder geöffnet. Die Ecksäulen und die Basen der Arkaden wurden ergänzt. Der Triumphbogen des Langhauses wurde gegen den nur in Resten erhaltenen Chor abgetrennt und mit einem Gruppenfenster versehen.
1964 bis 1972 wurde die Kirche als Teil einer romanischen Basilika in ihren heutigen Zustand gebracht und 1982 erhielt die Kirche eine kleine Orgel. Zwei Kapitelle wurden als Spolien aus dem Kloster Bürgel in Weimar im Park an der Ilm am Löwenkämpferportal verbaut, dessen Entwurf vom Baudirektor Clemens Wenzeslaus Coudray stammte. Die Reste des fragmentarisch erhaltenen Lettners wurden konserviert und in Teilen rekonstruiert, die Fundamente des Chores durch Aufmauern wieder sichtbar gemacht und die in Resten erhaltene Vorhalle mit dem Portal wieder freigelegt.
Heute finden in der Kirche neben Gottesdiensten auch die Konzerte des Thalbürgeler Konzertsommers und wechselnde Kunstausstellungen statt.